# Egipćanin (1954.)
Egipćanin, američki povijesni film iz 1954. godine. 

## Sažetak
U starom Egiptu u doba legendarne 18. dinastije nekog sirotana usvojila je ugledna liječnička obitelj iz Tebe. Sirotan Sinuhe nastavio je očuhovim putem i stekao znanja za liječnički poziv. Sinuhe i njegov prijatelj Horemheb spasili su mladom faraonu Eknatonu život i za nagradu ih je primio u dvorsku službu. Sinuhea je privukla tajanstvena kurtizana kojoj je zaslijepljen ljubavlju prepisao sav svoj imutak.